# Frankford (Misuri)
Frankford es una ciudad ubicada en el condado de Pike en el estado estadounidense de Misuri. En el Censo de 2010 tenía una población de 323 habitantes y una densidad poblacional de 237,54 personas por km².

## Geografía
Frankford se encuentra ubicada en las coordenadas 39°29′36″N 91°19′16″O / 39.49333, -91.32111. Según la Oficina del Censo de los Estados Unidos, Frankford tiene una superficie total de 1.36 km², de la cual 1.35 km² corresponden a tierra firme y (0.38%) 0.01 km² es agua.

## Demografía
Según el censo de 2010, había 323 personas residiendo en Frankford. La densidad de población era de 237,54 hab./km². De los 323 habitantes, Frankford estaba compuesto por el 95.05% blancos, el 1.86% eran afroamericanos, el 0.62% eran amerindios, el 0% eran asiáticos, el 0% eran isleños del Pacífico, el 0.31% eran de otras razas y el 2.17% pertenecían a dos o más razas. Del total de la población el 0.93% eran hispanos o latinos de cualquier raza.